# 1930-as évek
Évszázadok: 19. század · 20. század · 21. század
Évtizedek: 1880-as évek · 1890-es évek · 1900-as évek · 1910-es évek · 1920-as évek · 1930-as évek · 1940-es évek · 1950-es évek · 1960-as évek · 1970-es évek · 1980-as évek
Évek: 1930 · 1931 · 1932 · 1933 · 1934 · 1935 · 1936 · 1937 · 1938 · 1939

## Események
- 1930: Mahátma Gandhi sómenetelése Indiában.
- 1930: a Szovjetunióban kiépül a Gulag rendszer.
- 1930: az első labdarúgó-világbajnokság.
- 1931: a japánok elfoglalják Mandzsúriát, majd megszervezik Mandzsukuo bábállamot.
- 1931: a westminsteri statútum értelmében létrejön a Brit Nemzetközösség több gyarmat domíniumi címet kap.
- 1932: Ibn Szaúd létrehozza Szaúd-Arábiát.
- 1932: Ukrajnában éhínség kezdődik, a holodomor.
- 1933: Adolf Hitler lesz Németország kancellárja.
- 1933: a Reichstag leégésével megkezdődik a nácik politikai ellenfeleinek üldözése.
- 1933: Franklin D. Roosevelt meghirdeti a New Deal programot.
- 1934: a hosszú kések éjszakája.
- 1934: Joszif Sztálin megkezdi a nagy tisztogatást.
- 1934: megindul a kínai kommunisták hosszú menetelése, mely során kitörnek a nacionalisták gyűrűjéből, 1936-ra Észak-Kínába jutnak.
- 1935: népszavazás útján a Saar-vidék visszakerül Németországhoz.
- 1935: a Szovjetunióban megindul a Sztahanovista mozgalom.
- 1935: Hitler kiadja a nürnbergi faji törvényeket.
- 1935: Olaszország megtámadja Etiópiát és 1937-re uralma alá hajtja.
- 1936: a német hadsereg bevonul a demilitarizált Rajna-vidékre.
- 1936: Francisco Franco nacionalista spanyol tábornok megtámadja a köztársaságpártiakat, kitör a spanyol polgárháború, 1939-ig elhúzódik.
- 1936: Németország és Olaszország megalkotja a Berlin-Róma-tengelyt.
- 1936: Németország és Japán megkötik az antikomintern paktumot.
- 1937: Guernica bombázása.
- 1937: kitör a második kínai-japán háború, amely a második világháború kezdetét jelzi a Távol-Keleten.
- 1938: Németország és Ausztria egyesülése, az anschluss.
- 1938: a müncheni konferencia a Szudéta-vidéket Németországnak juttatja.
- 1939: a németek elfoglalják Csehországot, létrehozzák a Cseh-Morva Protektorátust.
- 1939: a szovjet-német megnemtámadási egyezmény (Molotov-Ribbentrop-paktum) aláírása.
- 1939: szeptember 1.-jén Németország hadüzenet nélkül megtámadja Lengyelországot, kitör a második világháború Európában.
- 1939: Franciaország és az Egyesült Királyság hadba lép Németország ellen, de nem támadják meg (furcsa háború).

## A világ vezetői
- Amerikai Egyesült Államok: Herbert Hoover elnök (1933-ig), Franklin D. Roosevelt elnök (1933-tól)
- Ausztria: Engelbert Dollfuß kancellár (1932-1934), Kurt Schuschnigg kancellár (1934-1938), Arthur Seyß-Inquart kancellár (1938)
- Csehszlovákia: Tomáš Masaryk elnök (1935-ig), Edvard Beneš elnök (1935-1938)
- Egyesült Királyság: V. György király (1936-ig), VIII. Eduárd király (1936), VI. György király (1936-tól), Ramsay MacDonald miniszterelnök (1935-ig), Stanley Baldwin miniszterelnök (1935-1937), Neville Chamberlain miniszterelnök (1937-től)
- Egyiptom: I. Fuád király (1936-ig)
- Etiópia: Hailé Szelasszié császár (1930-1936)
- Franciaország: Pierre Laval miniszterelnök (1931-1932, 1935-1936), Édouard Daladier miniszterelnök (1933, 1934, 1938-tól), Léon Blum miniszterelnök (1936-1937)
- Görögország: Joannisz Metaxas tábornok (1936-tól)
- Irán (1935-ig Perzsia): Reza Pahlavi sah
- Japán: Hirohito császár
- Jugoszlávia: I. Sándor király (1934-ig)
- Kínai Köztársaság: Csang Kaj-sek elnök (1931-ig), Li Sen elnök (1931-től)
- Lengyelország: Józef Piłsudski elnök (1935-ig)
- Magyarország: Horthy Miklós kormányzó, Bethlen István miniszterelnök (1931-ig), Gömbös Gyula miniszterelnök (1932-1936), Darányi Kálmán miniszterelnök (1936-1938), Imrédy Béla miniszterelnök (1938-1939), Teleki Pál miniszterelnök (1939-től)
- Németország: Paul von Hindenburg elnök (1934-ig), Adolf Hitler kancellár (1933-tól)
- Olaszország: III. Viktor Emánuel király, Benito Mussolini miniszterelnök
- Portugália: António de Oliveira Salazar miniszterelnök (1932-től)
- Románia: II. Károly király (1930-tól)
- Spanyolország: XIII. Alfonz király (1931-ig), Miguel Primo de Rivera miniszterelnök (1930-ig), Francisco Franco caudillo (1939-től)
- Szovjetunió: Joszif Sztálin főtitkár
- Törökország: Mustafa Kemal Atatürk elnök (1938-ig)
- Vatikán: XI. Piusz pápa (1939-ig), XII. Piusz pápa (1939-től)